# Gustavus M. Blech
Gustavus Maximilian Blech (* 16. Novemberjul. / 28. November 1870greg. in Riga, Russisches Kaiserreich; † 9. August 1949 in Chicago, Illinois) war ein russischstämmiger US-amerikanischer Chirurg und Hochschullehrer.

## Leben
Gustavus Blech wurde als Sohn von Johann und Johanna Blech (Bljach) geboren. Nachdem er 1890 in die Vereinigten Staaten ausgewandert war, erhielt er 1894 dort seinen Medizinabschluss vom Barness Medical College in St. Louis, Missouri. Anschließend hatte er Anstellungen an verschiedenen medizinischen Einrichtungen als Chirurg und Professor für klinische Chirurgie.
Blech war Veteran der United States Army (höchster Rang Colonel) und der Nationalgarde von Illinois (höchster Rang Brigadegeneral). Er diente im Spanisch-Amerikanischen Krieg und dem Ersten Weltkrieg.
Er war mit Nelda Tschirley Blech verheiratet. Sie wurden zusammen auf dem Nationalfriedhof Arlington beerdigt. Sein Sohn war der Schriftsteller William James Blake (geboren als Wilhelm Blech).

## Arbeit
Er wird als „Pionier bei der Nutzung verschiedener chirurgischer Methoden“ bezeichnet.
Blech hat viele Artikel veröffentlicht und war Redakteur der Zeitschrift Journal of Physical Therapy.

## Werke (Auswahl)
- zusammen mit August Karl Gustav Bier: Hyperemia as a Therapeutic Agent
- The Practitioner's Guide to the Diagnosis and Treatment of Diseases of Women
- A Handbook of First Aid in Accidents Emergencies Poisoning Sunstroke, Etc., 1916